# Hurt (bài hát của Christina Aguilera)
"Hurt" là đĩa đơn thứ hai trích từ album thứ ba Back to Basics của Christina Aguilera được viết bởi chính cô, Linda Perry và Mark Ronson. Ca khúc được sáng tác sau khi cha của Linda qua đời. Bài hát được Aguilera trình diễn lần đầu tiên tại lễ trao giải MTV Video Music Awards năm 2006 và được phát hành dưới dạng đĩa đơn cuối năm 2006. Đĩa đơn đã bán được hơn 4 triệu bản.

## Nhạc lý
"Hurt" là một bản nhạc pop mang âm hưởng ballad cổ điển viết ở nốt E minor trên nền nhạc soul với giai điệu của tiếng đàn piano trầm buồn, da diết. Aguilera thể hiện bài hát này chủ yếu ở nốt G3 đến E5. Đây là một bài hát sử dụng nhạc cụ đa dạng từ bass, cello, contrabass, trống, guitar đến piano, viola và violin.

## Phát hành

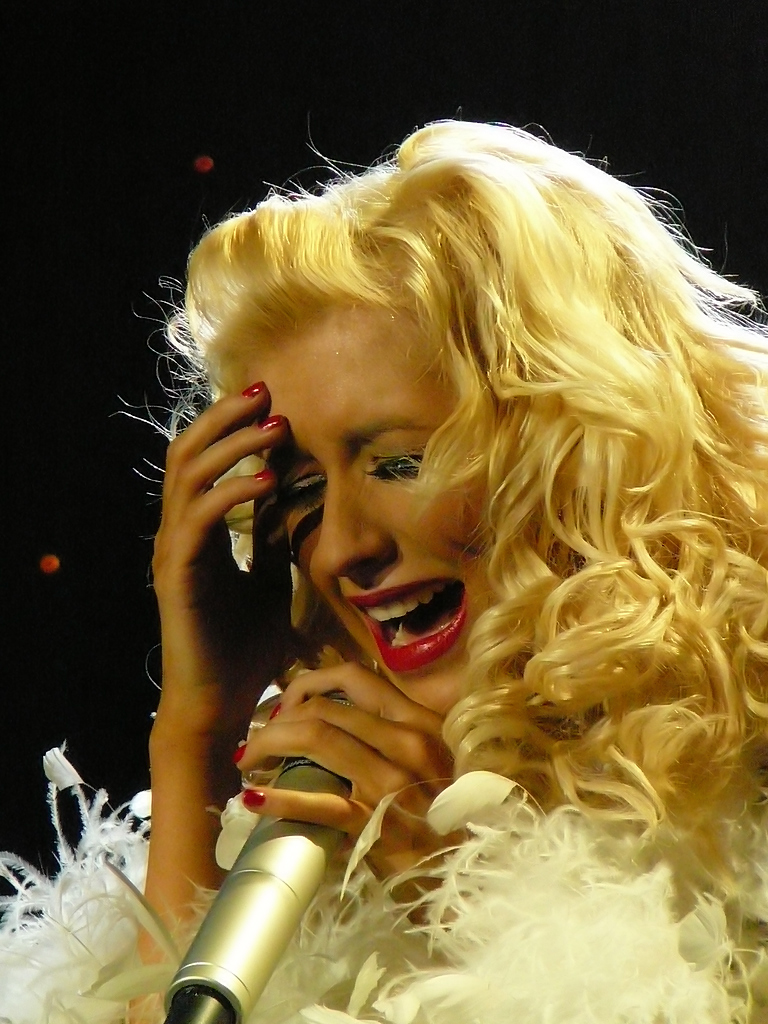
Aguilera thể hiện ca khúc "Hurt" ở chuyến lưu diễn Back to Basics.

Thật sự Aguilera không muốn trích "Hurt" làm đĩa đơn thứ hai, cái cô muốn trích là "Candyman". Thậm chí trong nhiều cuộc phỏng vấn, cô đã xác nhận sẽ trích "Candyman" làm đĩa đơn thứ hai thay vì "Hurt". Thế nhưng theo RCA thì việc trích "Hurt" sẽ an toàn hơn, nó là một bản ballad tuyệt vời dự đoán sẽ thành công như "Beautiful" năm 2002. Vả lại "Candyman" có nhiều điểm giống với "Ain't No Other Man", đĩa đơn đầu tiên trích từ album thứ ba này của cô, dễ gây sự nhàm chán về phần nghe.
"Hurt" được phát hành trên radio airplay vào ngày 18 tháng 9 năm 2006. Bài hát lọt vào Billboard Hot 100 lần đầu tiên ở vị trí #100 vào ngày 14 tháng 10. Sau hai tháng trụ vững trên bảng xếp hạng, bài hát đạt vị trí #19 vào giữa tháng 12. Bài hát thật sự thành công khi đạt vị trí #6 trên Adult Contempotary Chart, #4 tại bảng xếp hạng thế giới. Không những thế, bài hát còn xếp vị trí #34 trong Top 100 bài hát hay nhất năm 2007 do kênh MTV châu Á tổ chức. Aguilera đã quảng bá cho bài hát này bằng cách trình diễn trong chương trình TV đặc biệt Christmas at Rockefeller Center trên đài NBC vào ngày 29 tháng 11 năm 2006.

## Video Clip
Video clip của "Hurt" được thực hiện khoảng 1 tuần và lần đầu tiên phát trên show TRL vào ngày 17 tháng 10. Đây là video đầu tiên mà Aguilera làm đạo diễn. Video đạt vị trí #1 14 lần trên TRL và đem về cho Aguilera hai giải MVPA 2007 cho hạng mục "Video xuất sắc nhất" và "Đạo diễn video clip xuất sắc nhất".
Video bắt đầu bởi giai điệu của track "Enter the circus/Welcome" với không khí tưng bừng của một rạp xiếc thập kỉ 20 trên nền phim trắng đen. Aguilera hóa thân thành một diễn viên xiếc, xuất hiện trong phòng thay đồ, nhận hoa và một điện tín quan trọng. Cô nhớ lại ngày xưa, cô cùng cha đi đến rạp. Vì ngưỡng mộ một diễn viên xiếc đi trên dây tài tình mà cô bắt đầu luyện tập dưới sự cổ vũ của cha. Giờ đây cô đã trở thành một diễn viên xiếc nổi tiếng bậc nhất của rạp và người cha thất lạc mà cô không nhận ra đang ngồi ở hàng ghế khán giả. Sau buổi diễn, cô giao lưu với những người hâm mộ, cô bắt tay ông nhưng bị các tay nhà báo xô ra để phỏng vấn. Xâu chuỗi lại các sự việc cùng bức điện tín mình đang cầm trên tay, cô bàng hoàng nhận ra người đàn ông cô bắt tay ấy chính là người cha cô tìm kiếm bấy lâu nay. Cô chạy ra khỏi rạp, cố gắng tìm kiếm ông. Video kết thúc với cảnh Aguilera ngồi trên một chiếc thùng gỗ, vừa hát vừa khóc trước khi nằm trên mặt đất giơ tay vẫy gọi cha mình.
Một cách cảm nhận khác. Bài hát và Video Clip là lời kể của cô gái về nỗi đau trong lòng mình.Khi cô gái đang ở trên đỉnh cao của sự nghiệp, cô nhận được một bức điện tín báo rằng người cha của cô đã mất, cô rất sững sờ và bắt đầu hồi tưởng lại những gì đã qua, thuở ấu thơ cha luôn ở bên động viên cô và tặng cô chiếc dây chuyền hình con voi,với ngụ ý chúc cô thành công trong nghiệp diễn. Khi cô đã có danh tiếng, cô bị cuốn theo dòng chảy đó, tiền tài danh vọng,bận rộn với những paparazi, cô bỏ quên người cha của mình...cho đến khi nhận được bức điện tín.Khi cô gái thấy lại hình bóng cha đang đứng đợi mình, với tay ra,hóa ra ảo ảnh.
Nội dung Video Clip muốn nhắn gửi,cuộc đời cũng như những vở diễn, mà đằng sau nó đầy nứoc mắt.Bên cạnh đó, mỗi con người mải miết cho những vở diễn ấy mà quên đi những điều rất gần gũi,quên mất tình thân gia đình của mình,để rồi một ngày bỗng giật mình nhìn lại.

## Xếp hạng và doanh số
| Bảng xếp hạng (2006)                  | Vị trí cao nhất |
| ------------------------------------- | --------------- |
| Úc (ARIA)                             | 9               |
| Áo (Ö3 Austria Top 40)                | 2               |
| Bỉ (Ultratop 50 Flanders)             | 3               |
| Bỉ (Ultratop 50 Wallonia)             | 5               |
| Canada (Canadian Hot 100)             | 28              |
| Cộng hòa Séc (Rádio Top 100)          | 17              |
| Đan Mạch (Tracklisten)                | 14              |
| Châu Âu Hot 100 Singles (Billboard)   | 1               |
| Phần Lan (Suomen virallinen lista)    | 15              |
| Pháp (SNEP)                           | 3               |
| Đức (GfK)                             | 2               |
| Hungary (Rádiós Top 40)               | 5               |
| Ireland (IRMA)                        | 6               |
| Ý (FIMI)                              | 12              |
| Hà Lan (Single Top 100)               | 2               |
| Na Uy (VG-lista)                      | 11              |
| Slovakia (Rádio Top 100)              | 2               |
| Thụy Điển (Sverigetopplistan)         | 2               |
| Thụy Sĩ (Schweizer Hitparade)         | 1               |
| Anh Quốc (OCC)                        | 11              |
| Hoa Kỳ Billboard Hot 100              | 19              |
| Hoa Kỳ Dance Club Songs (Billboard)   | 1               |
| Hoa Kỳ Pop Airplay (Billboard)        | 10              |
| Hoa Kỳ Adult Pop Airplay (Billboard)  | 15              |
| Hoa Kỳ Adult Contemporary (Billboard) | 6               |

| Bảng xếp hạng (2006) | Vị trí |
| -------------------- | ------ |
| Úc                   | 68     |
| Áo                   | 50     |
| Hà Lan               | 49     |
| Thụy Sĩ              | 24     |
| Liên hiệp Anh        | 150    |
| Bảng xếp hạng (2007) | Vị trí |
| Úc                   | 20     |
| Pháp                 | 17     |
| Đức                  | 3      |
| Hà Lan               | 35     |
| Thụy Sĩ              | 22     |

| Quốc gia                    | Chứng nhận                  | Lượng tiêu thụ |
| --------------------------- | --------------------------- | -------------- |
| Úc (ARIA)                   | Vàng                        | 35.000^        |
| Áo (IFPI Áo)                | Vàng                        | 15.000-        |
| Bỉ (BEA)                    | Vàng                        | 25.000*        |
| Canada (CRIA)               | Vàng                        | 40.000^        |
| Đan Mạch (IFPI Đan Mạch)    | Vàng                        | 7.500^         |
| Pháp (SNEP)                 | Bạc                         | 100.000*       |
| Đức (BVMI)                  | Vàng                        | 150.000^       |
| Thụy Sĩ (IFPI Thụy Sĩ)      | Vàng                        | 15.000-        |
| Mỹ (RIAA)                   | Vàng                        | 1.100.000^     |
| Tổng số bán theo chứng nhận | Tổng số bán theo chứng nhận | 1.487.500      |